# Mithridates 4. af Pontos
Mithridates 4. Filopator Filadelfos (? – ca. 150 f.Kr.) var konge af Pontos ca. 155 f.Kr. til ca. 150 f.Kr.
Mithridates 4. var søn af kong Mithridates 3. og efterfulgt sin ældre broder Farnakes 1. som konge af Pontos ca. 155 f.Kr. Det lader til at han allerede i broderens regeringstid havde en vis magt. Han blev efterfulgt af nevøen Mithridates 5.